# Liste der Naturschutzgebiete im Kreis Gütersloh
Die Liste der Naturschutzgebiete im Kreis Gütersloh enthält die Naturschutzgebiete des Kreises Gütersloh in Nordrhein-Westfalen.

## Liste
| Schlüsselnr. | Gemeinde                  | Gebietsname                             | Fläche in ha | Bild                                    |
| ------------ | ------------------------- | --------------------------------------- | ------------ | --------------------------------------- |
| GT-025       | Borgholzhausen            | Salzenteichs Heide                      | 75,4951      | Salzenteichs Heide                      |
| GT-034       | Borgholzhausen            | Ravensberg – Barenberg                  | 86,9243      | Ravensberg – Barenberg                  |
| GT-035       | Borgholzhausen            | Johannisegge–Schornstein                | 225,4731     | Johannisegge–Schornstein                |
| GT-010       | Gütersloh                 | Am Lichtebach                           | 89,3705      | Am Lichtebach (Naturschutzgebiet)       |
| GT-023       | Gütersloh                 | Spexard                                 | 11,2572      | Spexard (Naturschutzgebiet)             |
| GT-030       | Gütersloh                 | Große Wiese                             | 228,9640     | Große Wiese                             |
|              | Gütersloh                 | Niehorster Heide                        | 98,48        |                                         |
|              | Gütersloh                 | Flugplatz Gütersloh                     | 227,28       |                                         |
|              | Gütersloh                 | Käsebrook                               | 18,79        |                                         |
| GT-005       | Halle                     | Feuchtwiesen Hörste                     | 531,3214     | Feuchtwiesen Hörste                     |
| GT-006       | Halle                     | Feuchtwiese Vennheide                   | 124,4224     | Feuchtwiese Vennheide                   |
| GT-018       | Halle                     | Barrelpäule                             | 40,5244      | Barrelpäule                             |
| GT-031       | Halle                     | Großer Berg – Hellberg                  | 66,5469      | Großer Berg – Hellberg                  |
| GT-032       | Halle                     | Gartnischberg                           | 105,7819     | Gartnischberg                           |
| GT-033       | Halle                     | Knüll – Storkenberg                     | 78,9401      | Knüll – Storkenberg                     |
| GT-036       | Halle                     | Tatenhauser Wald                        | 114,2512     | Tatenhauser Wald                        |
| GT-042       | Halle                     | Hesselner Berge                         | 32,8109      |                                         |
| GT-043       | Halle                     | Steinbruch Schneiker                    | 2,15         | Steinbruch Schneiker                    |
| GT-013       | Harsewinkel               | Am Sundern                              | 7,3169       | Am Sundern                              |
| GT-014       | Harsewinkel               | Hühnermoor                              | 8,4333       | Hühnermoor                              |
| GT-029       | Harsewinkel               | Baggersee Greffener Mark                | 41,8591      | Baggersee Greffener Mark                |
| GT-037       | Harsewinkel               | Boomberge                               | 108,8879     | Boomberge                               |
| GT-011       | Harsewinkel               | Graureiherkolonie                       | 4,0905       | Graureiherkolonie bei Harsewinkel       |
| GT-012       | Herzebrock-Clarholz       | Mersch                                  | 6,7466       | Mersch (Naturschutzgebiet)              |
| GT-016       | Rheda-Wiedenbrück         | Erlenbruch und Schlosswiesen Rheda      | 26,2499      | Erlenbruch und Schlosswiesen Rheda      |
| GT-021       | Rheda-Wiedenbrück         | Am Merschgraben                         | 36,5986      | Am Merschgraben                         |
| GT-001K1     | Rietberg                  | Rietberger Emsniederung (GT)            | 420,3147     | Rietberger Emsniederung                 |
| GT-009       | Rietberg                  | Schellenwiese                           | 54,6172      | Schellenwiese                           |
| GT-019       | Rietberg                  | Emssee                                  | 25,8138      | Emssee                                  |
| GT-022       | Rietberg                  | Im Binner                               | 29,6148      | Im Binner                               |
| GT-026       | Rietberg                  | Rietberger Fischteiche                  | 50,6300      | Rietberger Fischteiche                  |
| GT-002       | Schloß Holte-Stukenbrock  | Schluchten und Moore am oberen Furlbach | 131,5207     | Schluchten und Moore am oberen Furlbach |
| GT-004       | Schloss Holte-Stukenbrock | Kipshagener Teiche                      | 11,2465      | Kipshagener Teiche                      |
| GT-017       | Schloss Holte-Stukenbrock | Moosheide                               | 160,8899     | Moosheide                               |
| GT-027       | Schloss Holte-Stukenbrock | Ölbachtal                               | 0,8772       | Ölbachtal mit Augustdorfer Dünenfeld    |
| GT-028       | Schloss Holte-Stukenbrock | Wehrbachtal                             | 13,0774      | Wehrbachtal                             |
| GT-040       | Schloss Holte-Stukenbrock | Holter Wald                             | 613,1367     | Holter Wald                             |
| GT-006       | Steinhagen                | Feuchtwiese Vennheide                   | 124,4224     | Feuchtwiese Vennheide                   |
| GT-007K1     | Steinhagen                | Feuchtwiesen Ströhen (GT)               | 107,0276     | Feuchtwiesen Ströhen                    |
| GT-015       | Steinhagen                | Jakobsberg                              | 47,3010      | Jakobsberg                              |
| GT-038       | Steinhagen                | Foddenbach-Landbach                     | 86,8693      | Foddenbach-Landbach                     |
| GT-039       | Steinhagen                | Feuchtwiesen In den Wösten              | 47,3640      | Feuchtwiesen In den Wösten              |
| GT-041       | Steinhagen                | Egge                                    | 53,6427      | Egge (Naturschutzgebiet)                |
| GT-000       | Verl                      | Fleckernheide                           | 10,5663      | Fleckernheide                           |
| GT-003       | Verl                      | Grasmeerwiesen                          | 127,2912     | Grasmeerwiesen                          |
| GT-030       | Verl                      | Große Wiese                             | 228,9640     | Große Wiese                             |
| GT-025       | Versmold                  | Salzenteichs Heide                      | 75,4951      | Salzenteichs Heide                      |
| GT-020       | Versmold                  | Versmolder Bruch                        | 244,0370     | Versmolder Bruch                        |